# Auxiliary Division
Die Auxiliary Division der Royal Irish Constabulary (ADRIC), auch bekannt als Auxiliaries oder Auxies, war eine paramilitärische Gruppe innerhalb der Royal Irish Constabulary (RIC) während des Irischen Unabhängigkeitskrieges. Offiziell standen die Auxies im Rang von Kadetten und befanden sich damit formal außerhalb des militärischen Kommandos und entgingen dem Zugriff der zivilen Justiz. Den Befehl übernahm Frank Percy Crozier. Sie sind nicht zu verwechseln mit den Auxiliary Units, einer britischen Stay-behind-Organisation, die im Zweiten Weltkrieg gegründet wurde.

## Geschichte
Die in Großbritannien geworbene Truppe akzeptierte ausschließlich ehemalige Heeres- und Luftwaffenoffiziere, die im Ersten Weltkrieg Kampferfahrung gesammelt hatten. Nicht wenige waren hoch dekoriert; zwei von ihnen, George Onions und James Leach, trugen sogar das Victoria-Kreuz.
Die Rekrutierungen begannen im Juli 1920. Von dem Vorhaben, die Auxies als Kommandeure auf die Einheiten der Black and Tans zu verteilen, nahmen die Briten bald Abstand. Stattdessen wurde ihre Kampfkraft gebündelt und so zählte die ADRIC im November 1921 bereits 1.900 Mann. Die Auxies, offiziell auch Temporary Cadets (‚Kadetten auf Zeit‘) tituliert, rangierten mit den Sergeanten der Royal Irish Constabulary. Der Sold betrug 1 Pfund pro Tag und lag damit doppelt so hoch wie die Löhnung eines Black and Tan. Die Auxies waren offiziell Teil der RIC, operierten aber mehr oder weniger unabhängig, meist auf dem Lande. Nach einer nur etwa sechswöchigen Polizeiausbildung wurden die Bewerber über die fünfzehn existierenden Abteilungen (divisions) verteilt, von denen jede über 100 Mann stark war. Die Kommandos waren in zehn irischen Grafschaften stationiert, meist im Süden und Westen, wo die IRA-Aktivitäten am heftigsten waren.
Anfangs waren die Auxies noch in ihre alten khakifarbenen Armee-Uniformen gekleidet, mit dem typischen Offizierskoppel (Sam-Browne-Gürtel) und eventuell im Weltkrieg erworbenen Kriegsauszeichnungen. Ihre ehemaligen Rangabzeichen legten sie jedoch ab. Bald aber wurde die ADRIC mit den dunkelblauen Uniformen der RIC versehen. Schwer bewaffnet, verfügte jeder Mann über ein Maschinengewehr und einen Revolver. Jede Einheit wurde mit zwei Radpanzern und sechs LKW ausgerüstet und war so imstande, Aktionen äußerst schnell und auch an weiter entfernten Ortschaften auszuführen.
Dennoch versagte die ADRIC als schnelle Eingreiftruppe im Sinne einer Konter-Guerilla: Auf den Untergrundkampf mit seiner Hit-and-Run-Kriegsführung waren die ehemaligen Frontoffiziere nur mangelhaft vorbereitet. Ohne konkrete eigene Strategie verzettelte sich die ADRIC in oft ungenügend vorbereiteten Einzelaktionen und entlud ihren Frust darüber in gewaltsamen Exzessen gegenüber der Zivilbevölkerung. Die Rolle der ADRIC bei den blutigen Ausschreitungen des Dubliner Blutsonntags (21. November 1920) zählt zu den berüchtigtsten Kapiteln ihrer Einsatzgeschichte. Den Nimbus ihrer Unbesiegbarkeit büßten sie nur eine Woche später ein, als zwei ADRIC-LKW bei der Ortschaft Kilmichael (Grafschaft Cork) in einen Hinterhalt gelockt und 16 von 18 Auxies getötet wurden. Ein ähnliches Schicksal ereilte am 2. Februar 1921 eine weitere Einheit der RIC nahe der Ortschaft Clonfin (Grafschaft Longford).
Den Iren waren die Auxies bald verhasst und galten wegen ihrer Brutalität und Rücksichtslosigkeit als ebenso schlimm wie die Black and Tans. Im Februar 1921 trat ihr Kommandant, Brigade-General Frank Crozier, selbst ein ehemaliger Offizier der paramilitärischen Ulster Volunteer Force, auf Druck von General Henry Hugh Tudor zurück, war Crozier doch hoffnungslos damit überfordert, seine Männer zu disziplinieren. Crozier hatte für Plünderungen seiner Männer nahe des Ortes Trim in der Grafschaft Meath Strafen ausgesprochen, die Tudor nicht billigte.

## Nachwirkung
Oft werden die Auxiliaries mit den Black and Tans verwechselt, und viele Taten, die den Black and Tans zugeschrieben werden, wurden eigentlich von den Auxiliaries begangen. Beide Gruppen sind noch heute ein umstrittenes Thema in Irland. 1922 bis zur Aufstellung der Palestine Police 1926 wurden Auxiliaries in der Palestine Gendarmerie im britischen Mandatsgebiet Palästina eingesetzt.